# André Pinto (brazylijski piłkarz)
André Candançam Pinto (ur. 14 grudnia 1978) – brazylijski piłkarz występujący na pozycji napastnika.

## Kariera piłkarska
Od 1997 do 2010 roku występował w Flamengo, XV de Novembro Piracicaba, Portuguesa, CD Nacional, CD Santa Clara, Kyoto Sanga, CS Marítimo, FC Paços de Ferreira i São José.